# Pilea microphylla
Espèce
Pilea microphylla est une espèce de plantes à fleurs de la famille des Urticaceae.
C'est une plante herbacée originaire d'Amérique centrale et du Sud où elle est à présent présente dans la plupart des milieux tropicaux.
C'est une plante rampante possédant plusieurs ramifications, des tiges translucides, des feuilles minuscules rondes.
La plante expulse son pollen à environ 1 mètre de distance, c'est pourquoi on l'appelle "plante de l'Artillerie" ou "poudre à canon" en Nouvelle-Calédonie.

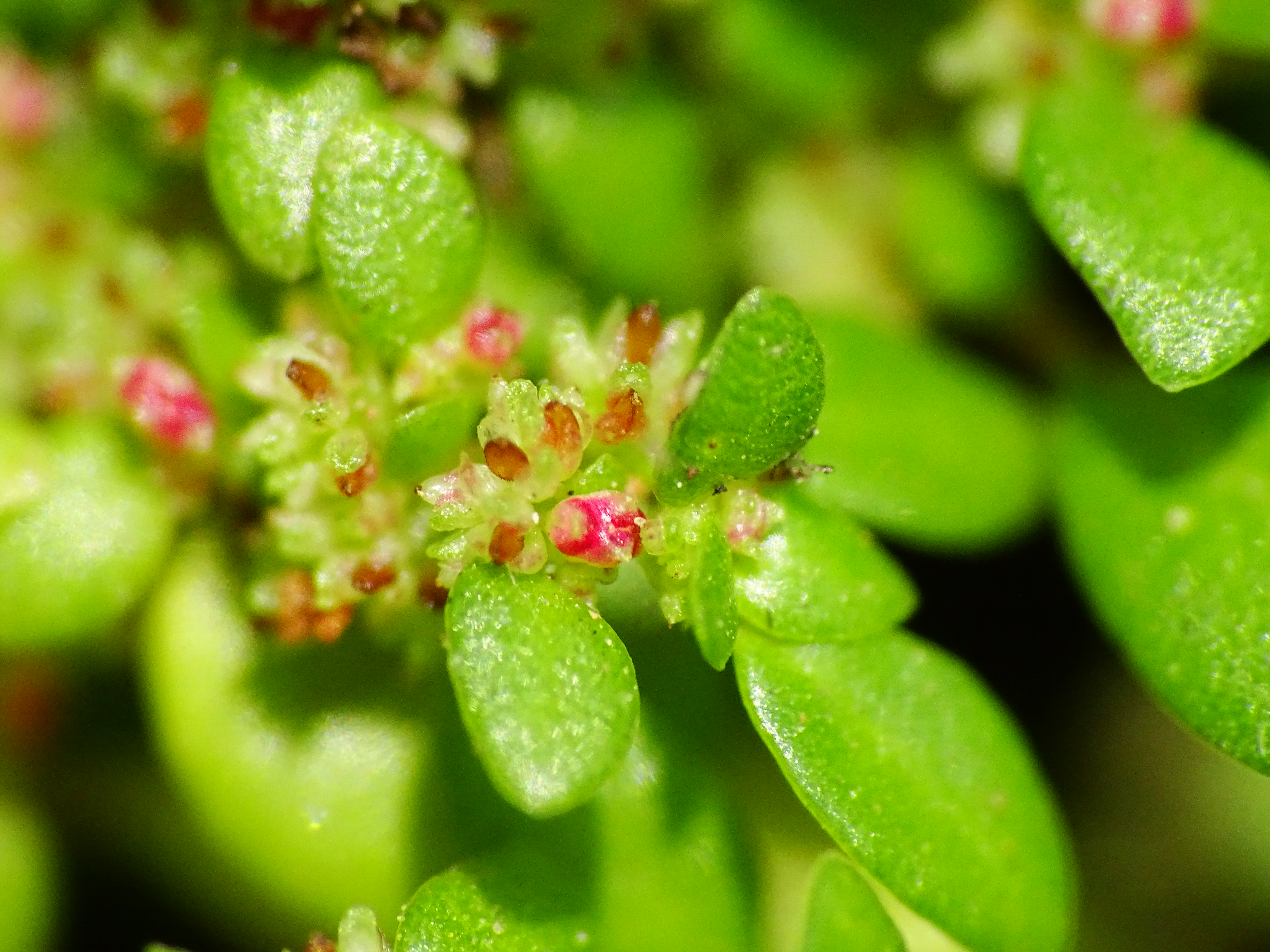
Organes reproducteurs (macrophotographie).